# Entrechaux
Entrechaux – miejscowość i gmina we Francji, w regionie Prowansja-Alpy-Lazurowe Wybrzeże, w departamencie Vaucluse.
Według danych na rok 1990 gminę zamieszkiwało 809 osób, a gęstość zaludnienia wynosiła 54 osoby/km² (wśród 963 gmin regionu Prowansja-Alpy-W. Lazurowe Entrechaux plasuje się na 412. miejscu pod względem liczby ludności, natomiast pod względem powierzchni na miejscu 595.).